# 2000 год в автомобилестроении
Список событий в автомобилестроении в 2000 году:

## События

### Май
- 19 — выпущен 16-миллионный автомобиль марки ГАЗ, им стал полноприводный Соболь-Баргузин[1].
- 24 — BMW продал компанию Land Rover корпорации Ford. Британская Rover Company начала выпуск вездеходов, названных Land Rover, в 1948 году. После ряда объединений и перепродаж, Rover Group в 1994 году купила компания BMW. Ford же, недолго «поигравшись», в 2008 году продал Land Rover индийскому автопроизводителю Tata Motors, который объявил об объединении его с купленным ранее Jaguar. Теперь компания называется Jaguar Land Rover и по-прежнему выпускает премиальные внедорожники[2].

### Октябрь

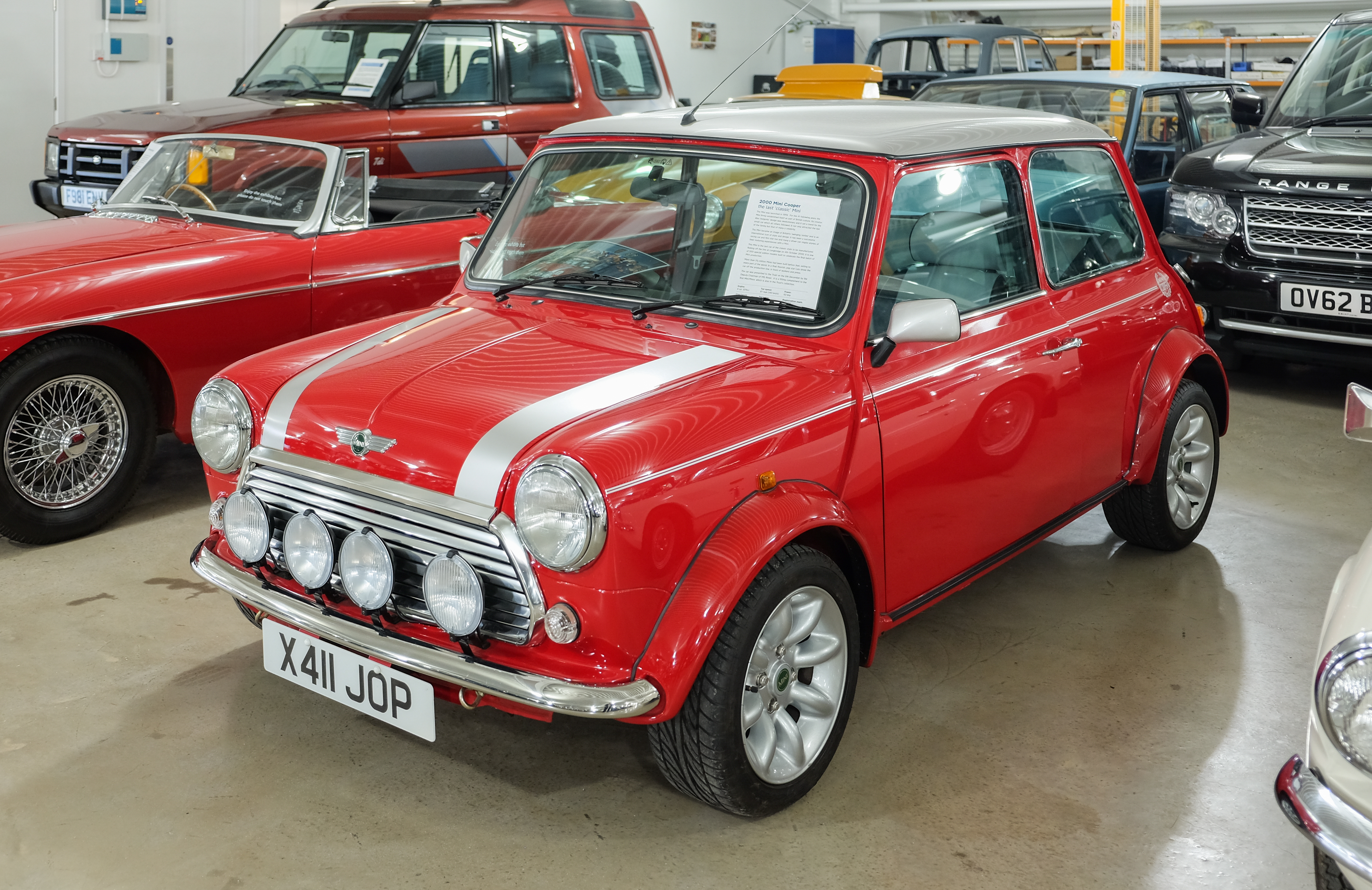
Последний Mini в музее

- 4 — после более чем 40 лет производства и выпуска 5 387 862 автомобилей, производство классического Mini наконец подошло к концу. Последним автомобилем, сошедшим с конвейера в Лонгбридже, был Mini Cooper Sport, окрашенный в красный цвет с серебристыми полосами на крыше и капоте. Этот автомобиль был передан Британскому автомузею[англ.] в декабре 2000 года[3].

### Декабрь
- 15 — открылся Автомобильный музей Audi, постоянная экспозиция которого включает боле 50 автомобилей, 30 мотоциклов и велосипедов, а также множество других экспонатов, связанных с историей марок Audi, DKW, Horch, Wanderer и NSU[4].